# Schen-Ring
Mit Schenu (ägyptisch „Kreis“) bezeichneten die Alten Ägypter einen Ring aus Seilen in kreisförmiger, später elliptischer Form mit flacher Basis. Der sogenannte Schen-Ring umschloss den in Hieroglyphen geschriebenen Thronnamen beziehungsweise den Eigennamen (Geburtsnamen) eines ägyptischen Königs (Pharao).

## Bedeutung

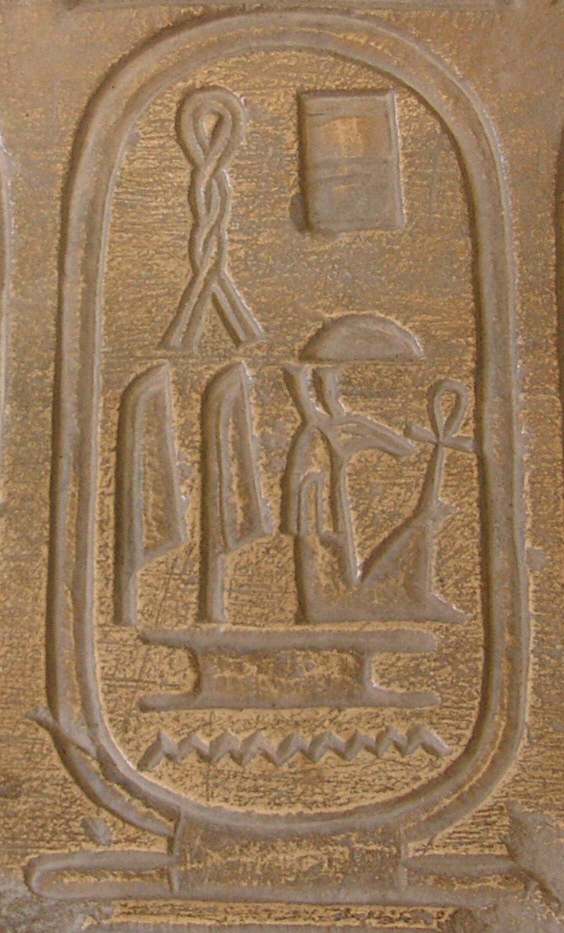
Eigenname von Sethos I. in Kartusche

Die Bezeichnung „Schenu“ (šn(.w), vokalisiert š˘nŭ́w) ist abgeleitet von einem Verb-Stamm „scheni“ (šnj) „umgeben, in einen Kreis einschließen“.
Die heute geläufige Bezeichnung für den Schen-Ring mit dem darin enthaltenen Königsnamen ist die Kartusche, auch Königs- oder Namensring genannt. Wahrscheinlich bedeutete es dann „der XY, der umkreist wird von der Sonne“, was eine vielfach gebrauchte Ausdrucksform im alten Ägypten war und wohl ein Bild für den König als Herrscher war.
Allerdings gibt es auch häufiger Fälle von Kartuschen bei Privatleuten, wenn sie den Namen eines Königs tragen, wie beispielsweise bei dem hohen altägyptischen Beamten Chnumibre. Dessen Vater Ahmose-sa-Neith, der als hoher Beamter unter König (Pharao) Amasis amtierte, hat sich offensichtlich bei der Namensgebung seines Sohnes an dem Thronnamen seines Herrschers orientiert. Außerdem findet sich auch eine Kartusche um den Namen eines Herrschers, wenn dieser nur ein Namensteil der betreffenden Person ist, wie beispielsweise bei Snofruseneb.
Bei der Verwendung in Abbildungen und Skulpturen wird der Schen-Ring ohne hieroglyphischen Inhalt auch als Symbol für „Ewigkeit“ angesehen und steht deshalb in Darstellungen in Verbindung zum Gott Heh. In diesem Bezug hält der Gott Palmrispen in den Händen, an deren unterem Ende sich Kaulquappen befinden, die auf einem Schen-Ring sitzen.